# Flacq
Flacq est le plus vaste des neuf districts de Maurice, il s'étend sur 298 km2. Le pays est divisé en dix régions administratives, appelées districts. Le dixième district étant l'île autonome de Rodrigues, lequel bénéficie d'autonomie. Flacq couvre la région Est de l'île Maurice. Les districts limitrophes sont Rivière du Rempart au nord, Pamplemousses au nord-ouest, Moka à l'ouest et Grand Port au sud. La partie orientale est bordée par l'Océan Indien.

## Géographie[1]
Parmi les particularités géographiques de la région, on peut noter la présence des rivières du Poste de Flacq au nord, Deep River et Grande Rivière Sud Est (qui est aussi la plus grande de l’île) au sud. La partie est du district est en plaine, alors que l’ouest monte en altitude pour atteindre la portion inférieure du plateau central à environ 400 mètres.
La population de la région est estimée à environ 138 500 pour 2006, soit 12 % de l’ensemble de l’île. Cette population est repartie en une trentaine villages de tailles variées. Centre de Flacq, bien qu’étant le chef-lieu de la région, ne bénéficie pas d’un statut de municipalité, mais est considéré comme un simple village par les administrations régionales. De ce fait, cette agglomération d’environ 17 800 habitants (est. 2006) est gérée par un conseil de village, tout comme les autres localités du district. Bel Air Rivière Sèche suit Centre de Flacq de très près en termes de population mais aussi de développement. Avec ses 17 700 âmes (estimation 2006), ce village n’a rien à envier à sa voisine, si ce n’est le titre de capitale de l’est. La foire de ce village est devenue un site touristique.
Les autres villages de moindre envergure du district Flacq sont :
| Nom                   | population |
| --------------------- | ---------- |
| Lalmatie              | 10 404     |
| Brisée Verdière       | 7 374      |
| Médine-Camp de Masque | 7 244      |
| Poste de Flacq        | 7 133      |
| Bon Accueil           | 6 553      |
| Laventure             | 6 171      |
| Écroignard            | 5 952      |
| Sébastopol            | 5 745      |
| Quatre Cocos          | 5 724      |
| Trou d'Eau Douce      | 5 665      |
| Camp de Masque Pavé   | 4 520      |
| Camp Ithier           | 4 401      |
| Olivia                | 3 980      |
| Quatre Sœurs          | 3 515      |
| Saint Julien d'Hotman | 3 335      |
| Saint Julien          | 3 188      |
| Queen Victoria        | 3 025      |
| Camp de Masque        | 2 721      |
| Grand Rivière Sud Est | 2 472      |
| Mare La Chaux         | 2 058      |
| Clémencia             | 1 835      |

Le découpage politique du district le sépare en deux régions pour élire les membres qui siégeront à l’assemblée nationale. Ainsi, les régions 9 et 10 ont chacune trois députés à la dite assemblée.

## Histoire
L’origine du mot Flacq est néerlandaise et nous rappelle que les Hollandais étaient les premiers habitants de l’île. On le retrouve dans trois noms, dont le district de Flacq, les villages de Centre de Flacq et Poste de Flacq. Ce dernier fut le premier chef-lieu de la région pendant l’occupation française. Flacq est l’un des deux seuls district à porter un nom batave, le second étant Plaine Wilhems, Wilhems étant le nom de l’habitant de la région lors de la prise de possession des Français en 1721.
Parmi les contributions des Hollandais aux développements de la région, on peut noter la construction de cinq kilomètres de route à l’intérieur des terres en 1641 sous le gouverneur Jacob van der Meersch. Cette route était nécessaire pour ramener le bois d’ébène récolté vers la côte.
Deux des trois premiers établissements humains de l’histoire de l’île se situèrent dans ce district : Trou d’Eau Douce et Flacq. Le troisième fut le lieu de débarquement des colons à Ferney. Ils importaient la canne à sucre de leur colonie en Indonésie et y commencèrent sa culture à grande échelle. La culture de cette plante est encore, de nos jours, un des piliers de l’économie de la région.
Le dernier recensement de l’ère néerlandaise, en 1706, faisait état de douze familles de colons et leurs esclaves à Flacq, sur une population totale de 244.
La période française fut plus prospère. La déforestation se fit à grande échelle pour la culture de canne à sucre. Des dizaines d’usines de transformation de la canne en sucre parsemaient le paysage de la région. Avec le temps, ces propriétés sucrières fusionnèrent afin de rentabiliser l’industrie et on peut voir de nos jours les vestiges de ces établissements sous forme des cheminées solitaires au milieu des champs de cannes. L’observateur attentif observera la transition de la forme carrée à la forme circulaire de ces cheminées au fil du temps, cette dernière étant la plus récente.
Une anecdote intéressante est celle de l’origine du nom de la localité dite Quatre Cocos. Les anciens du village racontent que vivaient au village quatre personnages fort brillants, pendant la période de colonisation. En créole mauricien, un coco fait référence à une tête pensante. Des mauvais esprits répliquent que l’origine du nom viendrait plutôt du fait qu’il y avait une plantation de cocotiers dans la région et que les habitants sont loin d’être des lumières…

## Économie
Cette région de l’est de l’île est largement sous culture de canne à sucre. Cette industrie emploie beaucoup de personnes, que ce soient des employés de propriétés sucrières ou petits planteurs indépendants. Les deux derniers établissements sucriers ayant survécu à la vague de centralisation sont ceux de F.U.E.L (Flacq United Estates Limited) et Deep-River Beau Champs. Ces usines sont aussi équipées de centrale thermique utilisant de la bagasse et du charbon pour produire de l’électricité. 
Le textile est aussi pourvoyeur d’emploi dans la région. Centre de Flacq et Bel Air Rivière Sèche abritent des zones franches de textile. Ces sites industriels ont été conçus pour faciliter l’implantation des usines et offrir des avantages fiscaux intéressants aux investisseurs.

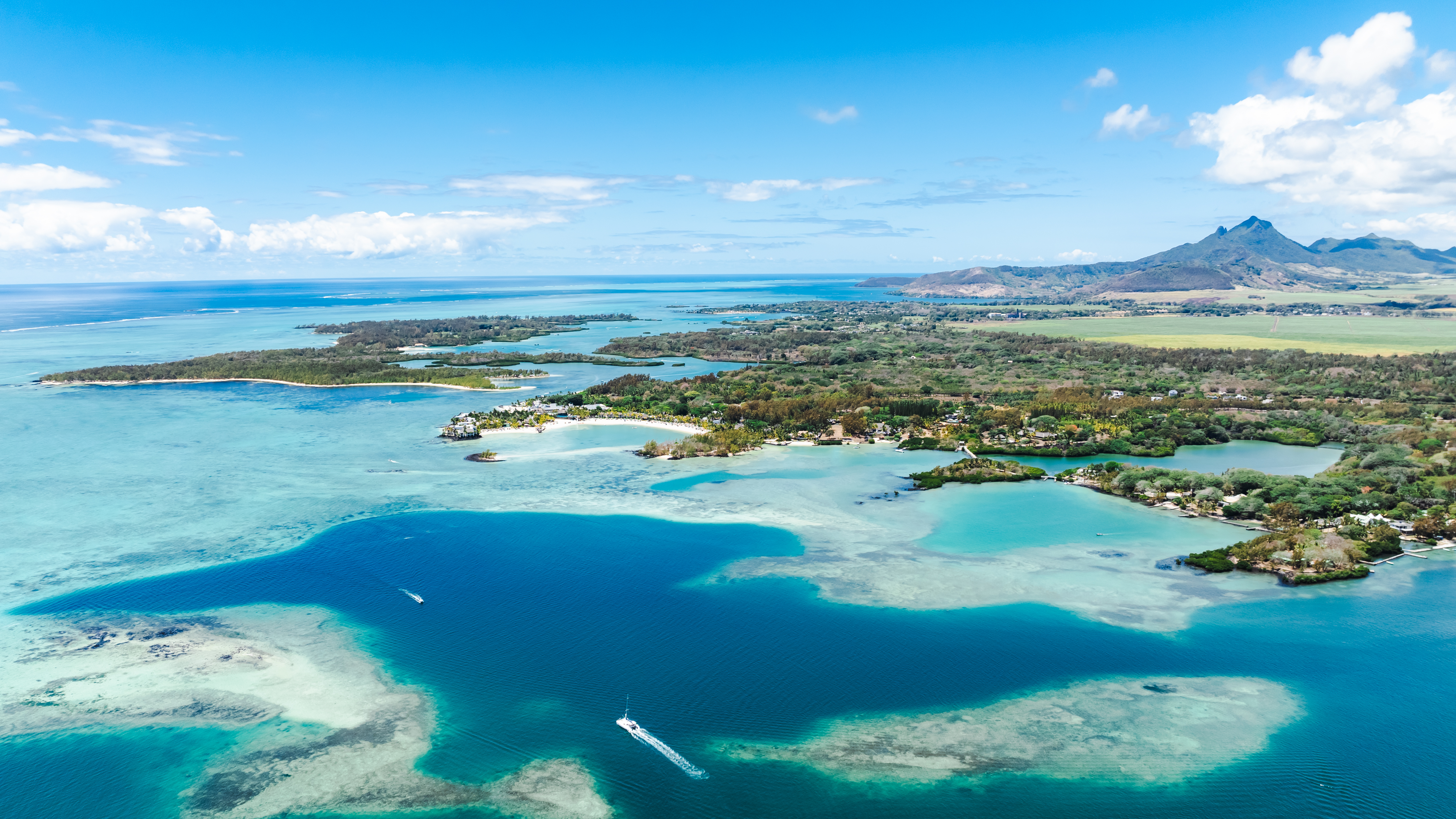
Trou d'Eau Douce.

Le littoral est offre de belles plages ainsi que des lagons bien protégés. Ces atouts expliquent la présence de nombreux hôtels tout le long de cette côte. L’industrie du tourisme offre plusieurs intéressantes perspectives d’emploi surtout pour les jeunes ayant fait des études. Les établissements hôteliers ont beaucoup contribué au développent économique et social de la région en offrant des emplois et des structures communautaires aux habitants. Ces développements sont accompagnés de leur lot de fléaux sociaux et astreintes sur la population locale. Le tourisme sexuel, la prolifération de la drogue et les restrictions d’accès aux plages en sont quelques exemples.
La réduction des quotas, l’élimination des tarifs préférentiels et l’émergence de pays concurrents qui produisent à bas prix dans les secteurs du sucre et du textile entraînent beaucoup de pertes d’emplois à cause de la fermeture d’usines de textile et de la centralisation des usines à sucre. Les développements dans le secteur informatique que connaissent les autres districts de l’île tardent à se matérialiser à Flacq. La pêche, promise à un bel avenir, stagne au niveau artisanal. Dans ce contexte économique morose, la population attend avec impatience le nouvel envol économique pour aller de l’avant.

## Services
Le district est desservi par un hôpital régional qui se situe à Centre de Flacq ainsi qu’une dizaine de centres de santé. Ce village abrite aussi le tribunal de district et une dizaine d’institutions d’éducations secondaires. Les villages principaux sont dotés de bureaux de poste, de postes de police et d’écoles primaires. La récente décision du précédent gouvernement (2000 – 2005) de régionaliser les établissements d’éducation secondaire a vu la construction de collèges d’État à Bel Air Rivière Sèche, Montagne Blanche, Camp de Maque Pavé et Bon Accueil. Centre de Flacq abrite aussi la seule gare routière de la région, nouvellement aménagée en 2005.

## Lieux intéressants
- Les plages publiques de Belle Mare, Palmar et Trou d’Eau Douce
- L’île aux Cerfs
- La chute de Grande Rivière Sud Est
- Le bazar de Centre de Flacq les dimanches
- Le village pittoresque de Quatre Cocos

## Personnalités liées à Flacq
- Le naturaliste Philibert Commerson y meurt en 1773 à l'âge de 45 ans.
- Félix Laventure (1902-1995), maire de Port-Louis et ministre du gouvernement mauricien.
- Édouard J. Maunick (1931-2021), journaliste et diplomate